# 奧羅西火山

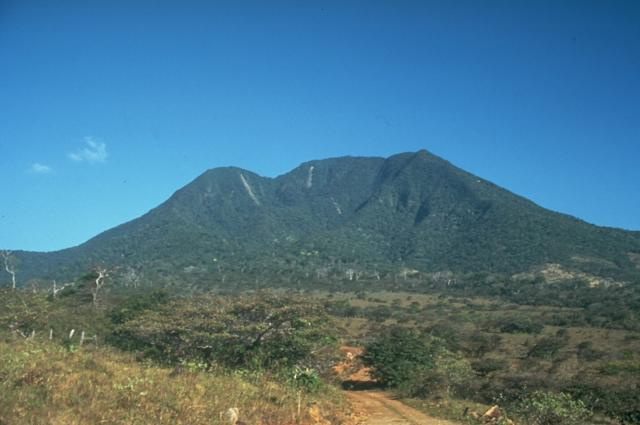

奧羅西火山是哥斯達黎加的火山，位於該國西北部瓜納卡斯特山脈，毗鄰與尼加拉瓜接壤的邊境，由瓜納卡斯特省負責管轄，海拔高度1,659米。